# 羅祖
羅祖（らそ、 1442年(正統7年) - 1527年(嘉靖6年)）は、中国の明代に興った新興宗教である羅教（無為教）の開祖である。
羅祖は、禅宗の道一を馬祖、道教の呂洞賓を呂祖、などと呼ぶのと同様に、羅家（羅姓）の祖という一般的な呼び名であり、尊称でもある。その本名については、はっきりせず、各資料によってかなりの異なりがある。ただ、文字の異同は音通による相違なども含まれており、それらを合わせ考えると、羅 清（ら せい）を本名とするのが妥当かと考えられている。
山東省萊州即墨県の牢山（現在の青島市）の出身であるという。3歳で母を、7歳で父を失い叔父夫婦に育てられた。その生家は代々軍戸であり、羅清の家は運軍と呼ばれる運河による長距離の糧秣輸送を担う家だった。羅祖自身も悟道以前は一兵卒であり、その任地が北京より北方の密雲衛であって、羅祖は運糧にも携わっていたと、その伝記では語られている。
土木の変などの動乱を身近に感じる地域で育った羅祖は、早くから世の無常や人の生死を嘆き、27歳のときに13年間に及ぶ各地の師友に教えを乞う行脚の旅に出た。仏道修行や道教の修行、雑法・邪法といろいろな修行を試みる中、1482年（成化18年）に夢のなかで白い光に照らされる体験を経て悟りを得たという。
1509年(正徳4年)に、密雲県古北口にある霧霊山（或いは悟霊山）で、羅教を立教したという。その悟道の機縁は『金剛般若経』の教理を会得したことによるとされ、それを元に三教一致の道理を説いた。その教理をまとめたのが、羅教の根本経典とされる宝巻の「五部六冊」であるとされる。
別の伝記によると、その得道の地を南京近郊の九華山であるとするものもあり、出身が甘粛省であって、回教徒の暴動の鎮圧に功績を残したとするものがあったりする。皇帝の御前で、西域僧との問答に勝利し、また神通力を現したりしたことで、「山東羅祖聖君護国斉天大聖」の号を賜ったとする資料まで存在し、潤色の跡が甚だしくなる。